# 주류 개신교

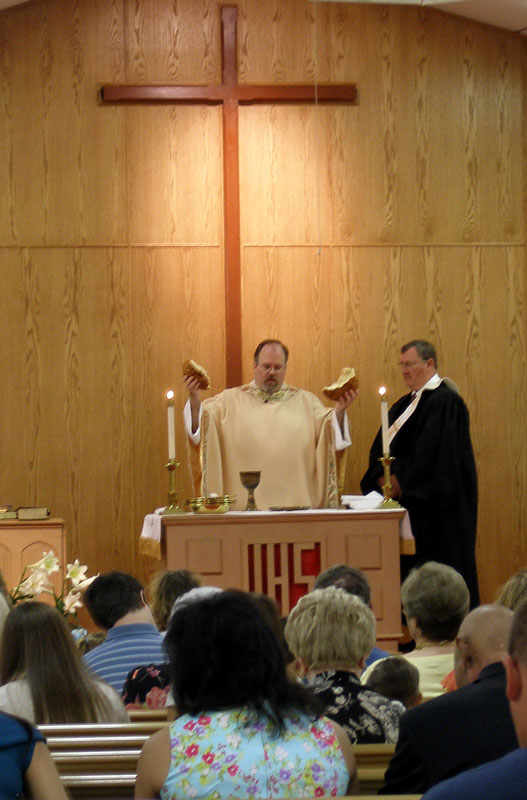
한 목사가 연합 감리교회에서 성찬예배를 집전하고있다. 대표적인 주류 개신교 교단이며 "미국 개신교의 세븐 시스터즈" 중 하나이다.

주류 개신교(메인라인 프로테스탄트, 구파 개신교)는 복음주의, 근본주의, 은사주의 개신교 교파와 역사와 실천이 대조되는 미국의 개신교 교파의 집단이다. 일부에서는 '메인라인'과 '올드라인'을 구분하는데, 전자는 분모적 유대관계만 언급하고 후자는 교회의 혈통, 위신, 영향력을 언급하고 있다. 그러나 이러한 구분은 대부분 역사에서 사라졌고, 용어들은 이제 거의 동의어에 가깝다. 이러한 용어들은 또한 소위 구태와 신프로테스탄트를 구별하는 것과 같은 목적으로 다른 나라에서도 점점 더 많이 사용되고 있다.
주류 개신교 신자들은 20세기 중반까지 미국의 개신교 신자들이 대부분이었다. 모든 기독교 종파에 걸친 회원 감소는 주요 집단들 사이에서 더욱 두드러졌고, 그 결과 주요 종파는 더 이상 대다수를 차지하지 않고있다.
주류 개신교회로는 퀘이커뿐만 아니라 미국 감리교 연합 교회, 미국 복음주의 루터 교회, 미국 장로교회, 미국 성공회, 미국 침례교회, 그리스도 연합 교회, 그리스도의 제자들 등 이른바 '미국 개신교의 일곱 자매'들이 있다. 리코 감리교 성공회와 다른 교회들 '메인라인'이라는 용어는 미국 교회와 공통된 기원을 가진 캐나다 개신교 교회에도 적용됐다. 멕시코에서 성공회는 역사적으로 미국 성공회와 결속되어 있다. 이 용어는 유럽, 중남미, 남아프리카의 역사적인 개신교 교회를 가리키는 말로도 가끔 쓰인다.
주요 교회는 전국교회협의회 등 조직 내 협력으로 이어지는 사회적 이슈에 대해 적극적인 접근법을 공유하고 있다. 에큐메니컬 운동에 관여했기 때문에 메인라인 교회들은 에큐메니컬 개신교라는 대체 라벨을 부여받기도 한다(특히 미국 밖). 이들 교회는 사회복음주의 운동에 주도적인 역할을 하였으며, 민권운동, 여성운동 등 사회적 대의에 적극적이었다. 주요 교회는 단체로서 사회 정의와 개인적 구원을 강조하는 종교적 교리를 유지해 왔다. 주요 종파의 구성원들은 정치, 기업, 과학, 예술, 교육에서 지도적 역할을 해 왔다. 그들은 일류 고등교육기관 설립에 관여했다.
일부 주요 개신교 교파들은 미국의 다른 교파 중 가장 높은 졸업 및 졸업 후 학위 비율을 가지고 있다. 성공회(76%),  장로회(미국) (64%), 연합 그리스도교회 (46%), 등 일부 대학 교육을 받은 사람들 중 가장 높은 비율을 차지하는 사람들도 있으며, 대부분의 미국 상류층도 있다. 전국 평균 50%와 비교. 성공회 신자들과 장로교 신자들은 또한 대부분의 다른 종교 집단들보다 상당히 부유하고 더 나은 교육을 받는 경향이 있는데, 그들은 1950년대까지 미국 상층부의 사업과 법률에 불균형적으로 대표되었다. 그러나 21세기에는 성공회 신자들의 대다수가 연간 10만 달러 미만의 수입을 올리고 있다.
1965년부터 1988년까지 주류 개신교회 신자는 3100만 명에서 2500만 명으로 감소했다가 2005년 2100만 명으로 줄었다. 1970년에 주요 교회는 대부분의 개신교도와 인구의 30% 이상을 회원으로 주장했지만, 오늘날 개신교인들 사이에서 소수민족이다. 2009년에는 미국인의 15%만이 신자였다. 2014년 퓨 포럼 통계에 따르면 같은 점유율이 나타났다.

## 같이 보기
- 니케아 신경